# Castrul roman de la Hunedoara
Castrul roman se găsește pe teritoriul municipiului Hunedoara, județul Hunedoara, Transilvania.